# Matti Sippala
Matti Sippala   (Hollola, 11 de març de 1908 - Kotka, 22 d'agost de 1997) va ser un atleta finlandès, especialista en el llançament de javelina i proves combinades, que va competir durant les dècades de 1920 i 1930.
El 1932 va prendre part en els Jocs Olímpics d'Estiu de Los Angeles, on guanyà la medalla de plata en la prova del llançament de javelina del programa d'atletisme.
En el seu palmarès també destaca una medalla de plata en la prova del llançament de javelina al Campionat d'Europa d'atletisme de 1934, rere els finlandès Matti Järvinen. A més de la javelina, Sippala va competir en proves combinades. Va guanyar el campionat nacional de decatló de 1930 i el de pentatló de 1931, 1935 i 1936.

## Millors marques
- Llançament de javelina. 70,54 metres (1934)[4]